# جاك كار (لاعب كرة قدم أسترالية)
جاك كار (بالإنجليزية: Jack Carr)‏ هو لاعب كرة قدم أسترالية أسترالي، ولد في 26 ديسمبر 1913، وتوفي في 11 يوليو 1997.

## وصلات خارجية
- جاك كار على موقع AustralianFootball.com (الإنجليزية)
- جاك كار على موقع AFLtables.com (الإنجليزية)